# Cachupa

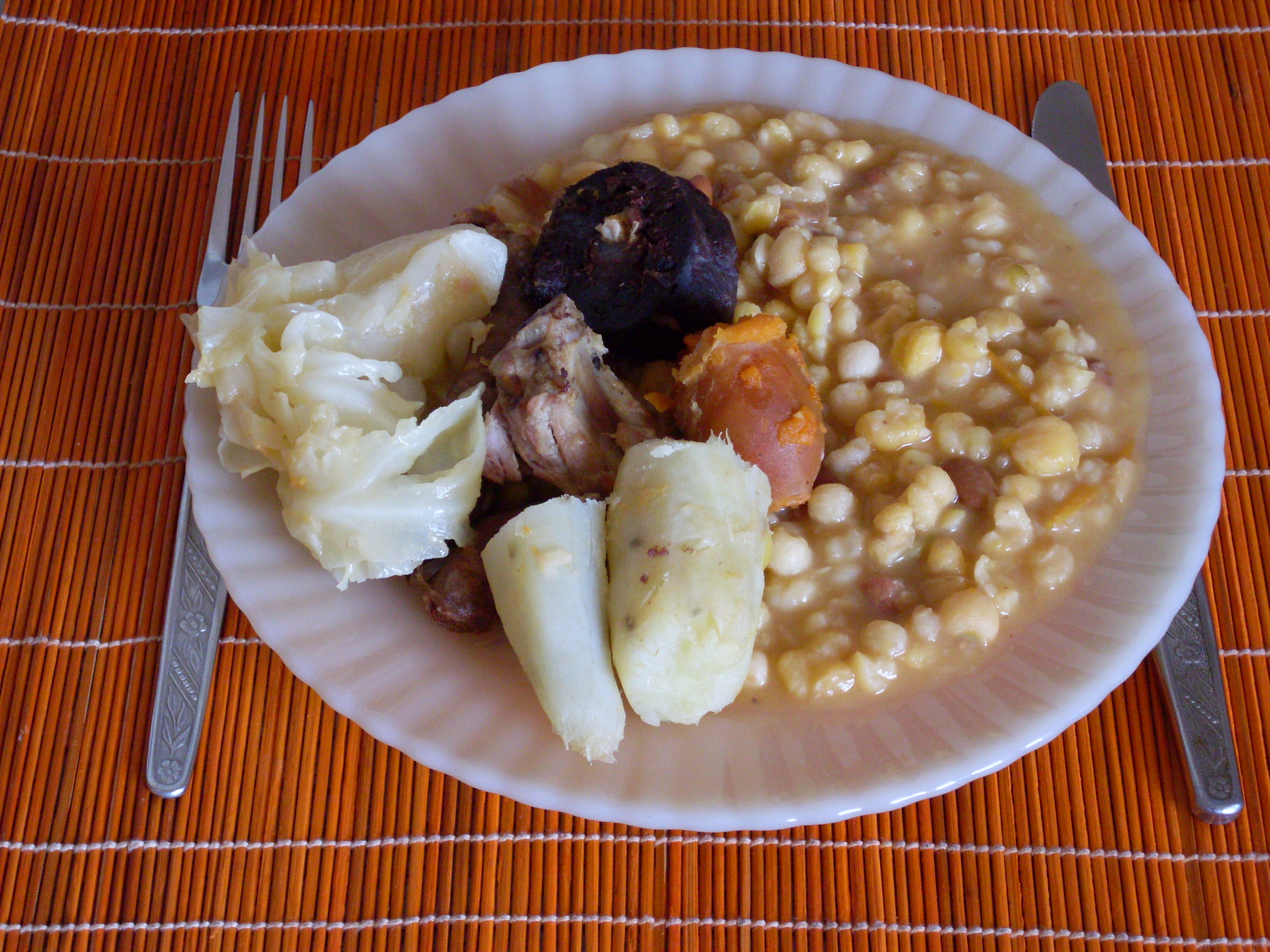
Cachupa

Cachupa (kɐˈʃupɐ, Kapverdisches Kreol: Katxupa kɐˈʧupɐ) ist ein traditionelles Gericht der Kapverden, Westafrika. Es ist ein langsam gekochter Eintopf aus Mais (hominy, maíz molido), Bohnen, Kassava, Süßkartoffeln, Fisch oder Fleisch (Wurst, Schweinefleisch, Rindfleisch, Ziegenfleisch oder Geflügelfleisch) und oft auch „Morcela“ (Blutwurst). Es gilt als Nationalgericht. Jede Insel hat ihre eigene regionale Variante. Die Variante Cachupa Rica besteht aus mehr Zutaten als das einfachere Cachupa Pobre. Berühmt ist auch die Cachupa Rica aus dem Quintal da Música, einem Musik-Restaurant im Viertel Platô von Praia.

## Cachupa Guisada

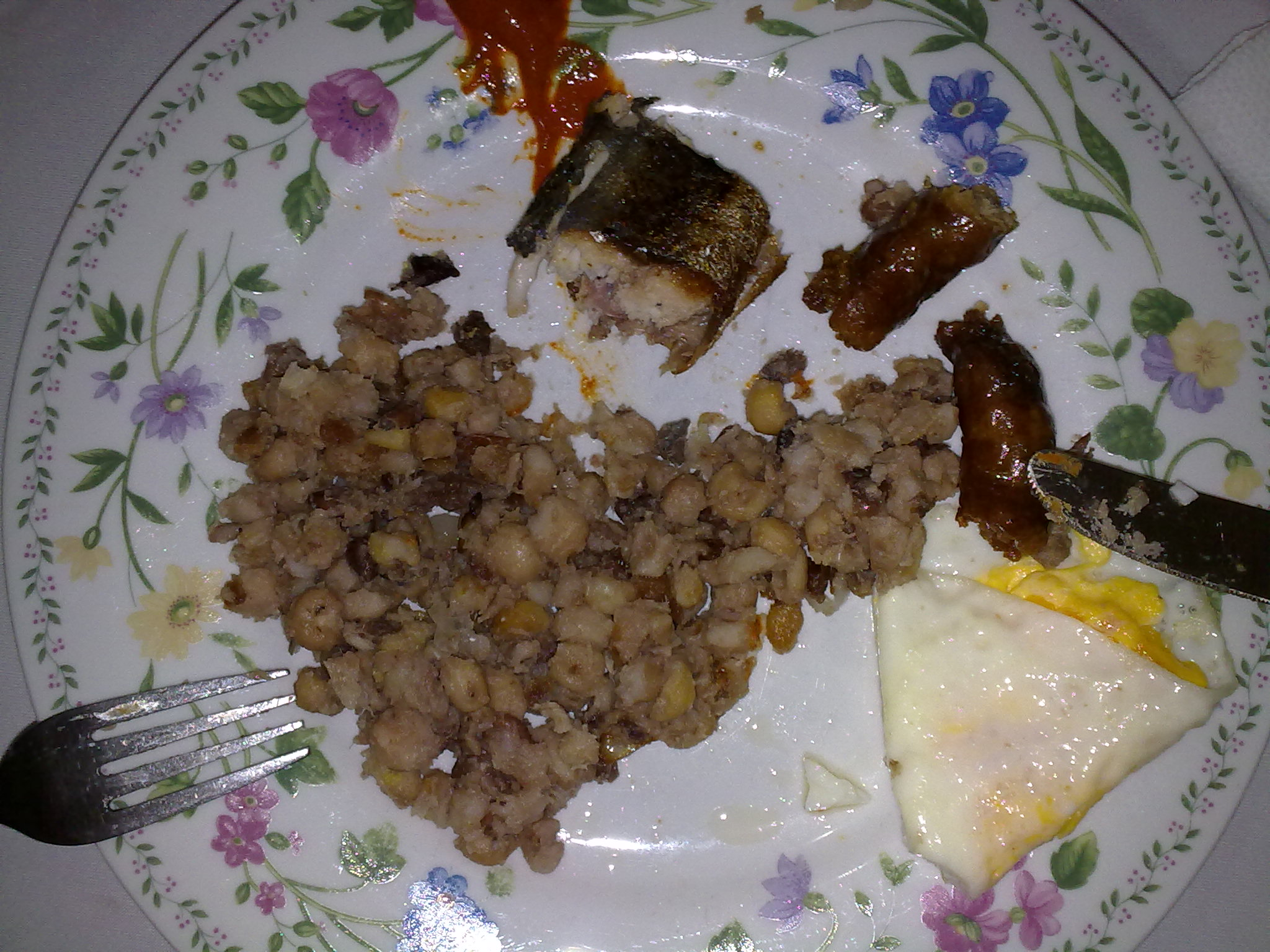
Cachupa frita (Cachupa guisada).

Wenn Reste von Cachupa übrig sind, werden sie oft angebraten. Dieses Gericht wird als „Cachupa Frita“, „Cachupa Guisada“ oder „Cachupa Refogada“ bezeichnet. Es wird oft zum Frühstück mit einem gebratenen Ei und einer speziellen gebratenen Wurst (linguiça) oder gebratener Makrele serviert.

## São Tomé und Príncipe
Auch in São Tomé und Príncipe ist das Gericht bekannt und verbreitet. Es wurde wohl aus Kap Verde nach São Tomé und Príncipe gebracht. Die lokale Variante wird mit Grünen Bohnen, Breiten Bohnen und Mais zubereitet.

## Kulturelle Referenzen
Carmen Souzas fünftes Studioalbum, Kachupada, von 2013 thematisiert das traditionelle Essen.